# Jürgen Koebke
Jürgen Koebke (* 3. November 1945 in Köln; † 23. Februar 2012 ebenda) war ein deutscher Anatom. Er war von 2002 bis 2010 geschäftsführender Direktor des Anatomischen Instituts der Medizinischen Fakultät der Universität zu Köln.

## Leben
Koebke, Sohn eines praktischen Arztes, besuchte das Friedrich-Wilhelm-Gymnasium in Köln und studierte im Anschluss an den Wehrdienst ab 1965 Biologie in Köln. 1973 wurde er zum Dr. rer. nat. promoviert.
Ab 1974 arbeitete Koebke als wissenschaftlicher Assistent im Kölner Anatomischen Institut. 1977 ging er zu Bernhard Tillmann nach Kiel, dessen Anatomische Lehre von Wolfgang Bargmann geprägt war. 1978 begann Koebke ein Zweitstudium der Medizin, das erste Staatsexamen legte er 1981 ab.
1983 übernahm Koebke eine Professur am Anatomischen Institut der Universität zu Köln und wurde Leiter der Arbeitsgruppe funktionelle Anatomie und Biomechanik. Seine Hauptarbeitsgebiete waren die topographische und klinische Anatomie des Bewegungsapparates, die Implantologie sowie die Endoprothetik.
Von 1985 bis 1992 übernahm er die universitäre Studienberatung und war von 1992 bis 2003 der erste Studiendekan der medizinischen Fakultät der Universität zu Köln. 

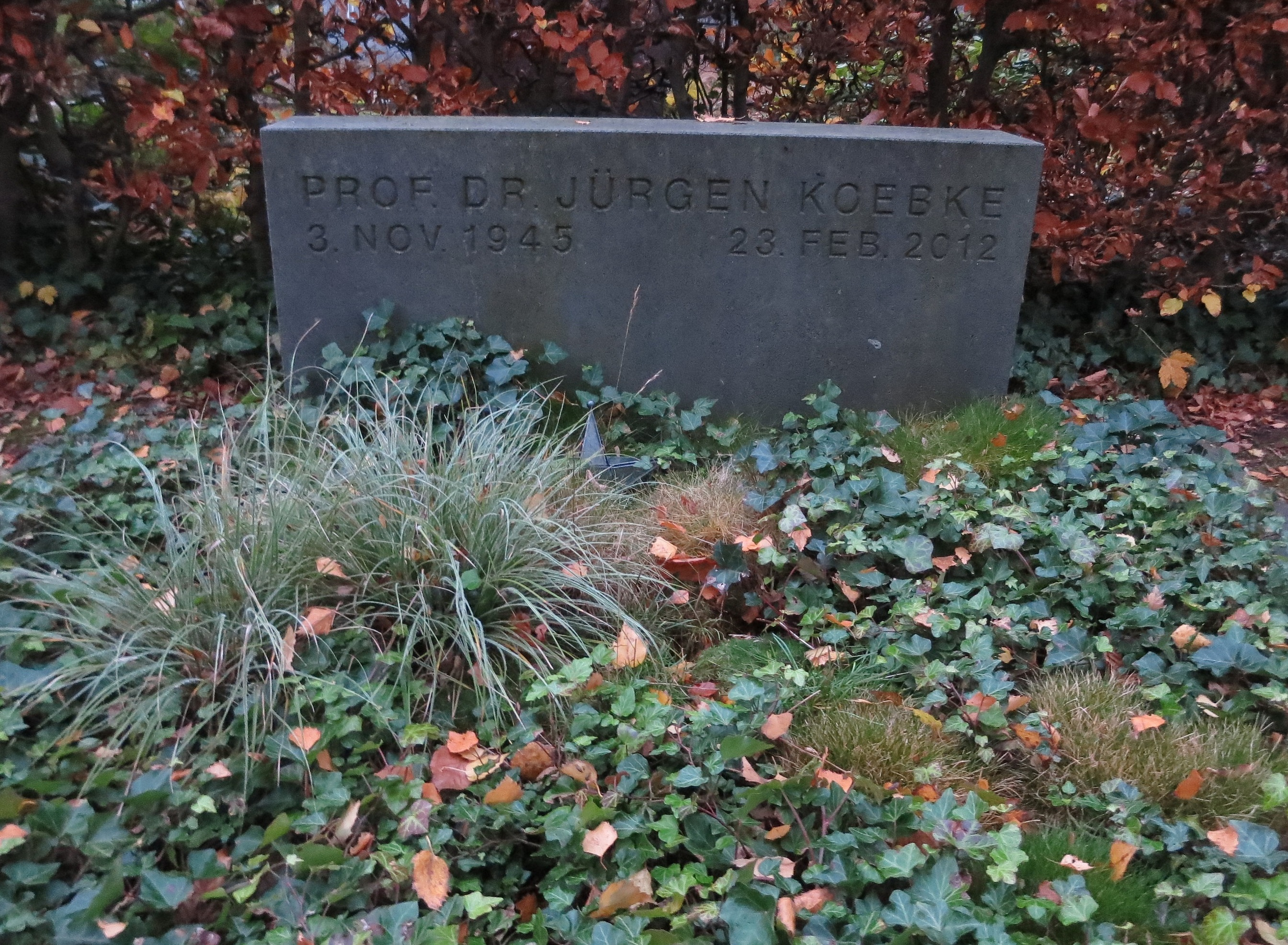
Jürgen Koebke – Grab auf dem Kölner Friedhof Lövenich

Er war von 2002 bis 2010 geschäftsführender Direktor des Anatomischen Instituts der medizinischen Fakultät der Universität zu Köln.
Jürgen Koebke veröffentlichte etwa 250 Arbeiten und etwa 30 Buchbeiträge.
Seine Emeritierung erfolgte im April 2011.
Am 23. Februar 2012 nahm sich Koebke das Leben. Wenige Tage zuvor waren erhebliche Unregelmäßigkeiten bei der Bestattung von Körperspendern an seinem ehemaligen Institut öffentlich geworden. Ob und inwiefern ihn dabei ein persönliches Verschulden traf, ist nicht bekannt. Nach seinem Tod kam es zu öffentlichen Trauerbekundungen vor dem Anatomischen Institut. Er hinterließ seine Frau und vier Töchter.
Jürgen Koebke wurde auf dem Kölner Friedhof Lövenich (Flur 4) beigesetzt.

## Ehrungen und Auszeichnungen
- 2001: Ehrenprofessur der staatlichen medizinischen Universität Rostow am Don
- 2005: Ehrendoktor der Aristoteles-Universität Thessaloniki

## Schriften (Auswahl)
- Zur Frage der Differenzierungsfähigkeit der Marginalzonenbereiche früher Entwicklungsstadien von Ambystoma Mexicanum. Köln 1974 (= Dissertation, Universität Köln, 1974).
- A biomechanical and morphological analysis of human hand joints. Springer, Berlin 1983, ISBN 3-540-12438-1 (= überarbeitete Habilitationsschrift, Universität Kiel, 1981).